# Klosterstraße (Berlin-Mitte)
Die Klosterstraße ist eine der ältesten Berliner Straßen im Ortsteil Mitte und eine bedeutende Querung der historischen Mitte. Der heutige Name geht auf das Graue Kloster, ein ehemaliges Franziskanerkloster, in der Straße zurück, von dem heute nur die Ruine der Klosterkirche erhalten ist. Nach der Straße ist wiederum das Klosterviertel benannt, in dem sich zahlreiche Baudenkmäler befanden, die zum Teil noch erhalten sind.

## Lage

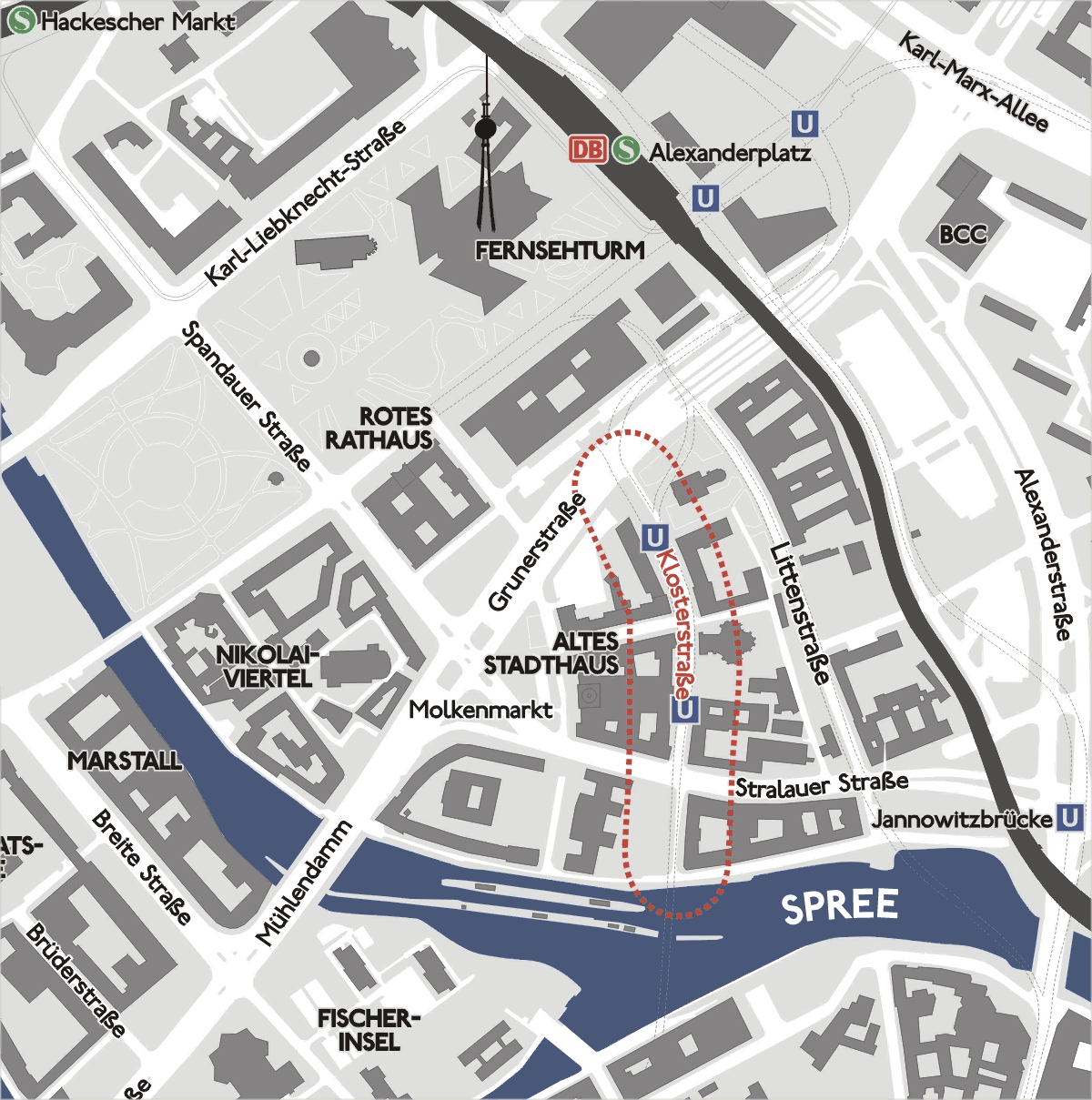
Lage der Klosterstraße im Stadtgrundriss Berlins

Die Klosterstraße ist eine ruhige und etwa 430 Meter lange Querstraße der Grunerstraße. Sie verläuft in einem leichten Bogen nach Süden bis zur Spree, kreuzt dabei die Parochialstraße und die Stralauer Straße und geht bis zum Rolandufer.
Die Klosterstraße begann ursprünglich am Neuen Markt an der Marienkirche. Von dort aus lief sie in einem Bogen südostwärts parallel zur mittelalterlichen Stadtmauer bis zur Stralauer Straße. Das nördliche Ende bildete zunächst eine Sackgasse, die durch die Stadtmauer begrenzt wurde. Nach deren Abriss führte sie bis zur Neuen Friedrichstraße. Die Klosterstraße existiert nur noch auf dem südlichen Abschnitt ihres früheren Verlaufs.
Die Klosterstraße erhielt ihren Namen nach dem 1271 für die Grauen Mönche des Franziskanerordens gegründeten Grauen Kloster, das an dieser Straße lag. Die Straße hatte zuvor mehrere Bezeichnungen: zwischen Stralauer und Sieberstraße Gegen dem Grauen Kloster und Neben dem Grauen Kloster. Zwischen Sieber- und Königstraße als Am Jörgenthore und weiter bis zur Bischofstraße als Am Oderbergeer Thore. Zwischen Papen- und Bischofstraße hieß die zunächst unbebaute Seite Auf dem Neuen Markte, danach dann Gegen bzw. hinter der Marienkirche. Mit der vollständigen Bebauung des Straßenteils hieß die westliche Seite Neben der Kanzlei, nach dem kurfürstlichen Kanzleigebäude, und die Ostseite entsprechend Gegen der Kanzlei. Bis Ende des 18. Jahrhunderts hieß der weitere Teil von Papen- bis Neue Friedrichstraße noch Geckhol, eine Sackgasse die durch die Stadtmauer abgeschlossen war: gedeutet als „Geck halt!“.

## Geschichte

### 13.–16. Jahrhundert
Die Klosterstraße ist annähernd so alt wie die Stadt Berlin selbst. Sie entstand bei der ersten Stadterweiterung Anfang des 13. Jahrhunderts, als das ursprüngliche Siedlungsgebiet um die Nikolaikirche vergrößert wurde. Der Name Klosterstraße wurde erst im beginnenden 18. Jahrhundert festgelegt.
Bereits im Mittelalter war die spätere Klosterstraße die vornehmste Straße von Alt-Berlin. Neben dem Berliner Sitz der brandenburgischen Markgrafen im Hof Nr. 35 befanden sich hier auch das namensgebende Franziskanerkloster sowie für kurze Zeit die Residenz der brandenburgischen Kurfürsten, genannt das Hohe Haus. Bemerkenswert, aber kaum bekannt ist, dass es am heutigen Standort des Gerichtsgebäudes zuerst ein Amphitheater nach alt-römischem Vorbild gegeben hat. Kurfürst Friedrich III. hatte 1693 den Baumeister Johann Arnold Nering mit dem Bau eines Hetzgartens beauftragt. Nehring ließ eine Arena mit einem auf der Westseite platzierten zweigeschossigen Halbring mit Pavillons darauf errichten. Dazu kam eine verdeckte Säulengalerie für die interessierte Hofgesellschaft. Die östliche Seite bot einfache nicht überdachte Sitzgelegenheiten für das Volk. Das Erdgeschoss des Ringgebäudes diente zur Unterbringung für die Wildtiere, die bei den Schaukämpfen eingesetzt wurden wie Bären, Wölfe, Füchse, Wild- und Stachelschweine sowie Löwen. Im selben Haus hielt man auch die lebende Nahrung dieser Tiere, also Rehe, Hirsche, Schafe. Die Herrscher ließen hier „Lustkampfjagden“ vor großem Publikum veranstalten, wozu alle tierischen Kämpfe genutzt wurden: Hunde zerrissen Rotwild, Büffel spießten Bären auf, Wölfe mussten sich gegen eine Hundemeute verteidigen – die Hauptsache war, dass es ordentlich blutig zuging. Ein Zeitgenosse vermerkte dazu: „Diese Lust dauerte von ein Uhr mittags bis fünf Uhr abends“. Als Friedrich verstorben war, wurde die Tierkampfarena schnell aufgelöst, weil sie hohe Kosten verursachte, viel Personal und große Mengen Frischfleisch benötigte. Die Hofadligen bekamen die Tiere geschenkt und verwendeten sie häufig anschließend zu ihrem eigenen ähnlichen Vergnügen. Das später umgebaute Gebäude diente bis zu seinem Abriss 1776 als Kadettenanstalt.

### 17. Jahrhundert bis 1945
Später, im 17. und 18. Jahrhundert, entstanden dann vor allem zwei- bis dreigeschossige Bürgerhäuser in der Straße. Das Palais Podewils war eines von ihnen und fällt durch seine bemerkenswerte Architektur auf, die nach den Kriegszerstörungen des Zweiten Weltkriegs wiederhergestellt wurde. Aus der gleichen Zeit stammt die Parochialkirche, ein barockes Gotteshaus, das vor allem durch sein aus 37 Glocken bestehendes Glockenspiel bekannt war.

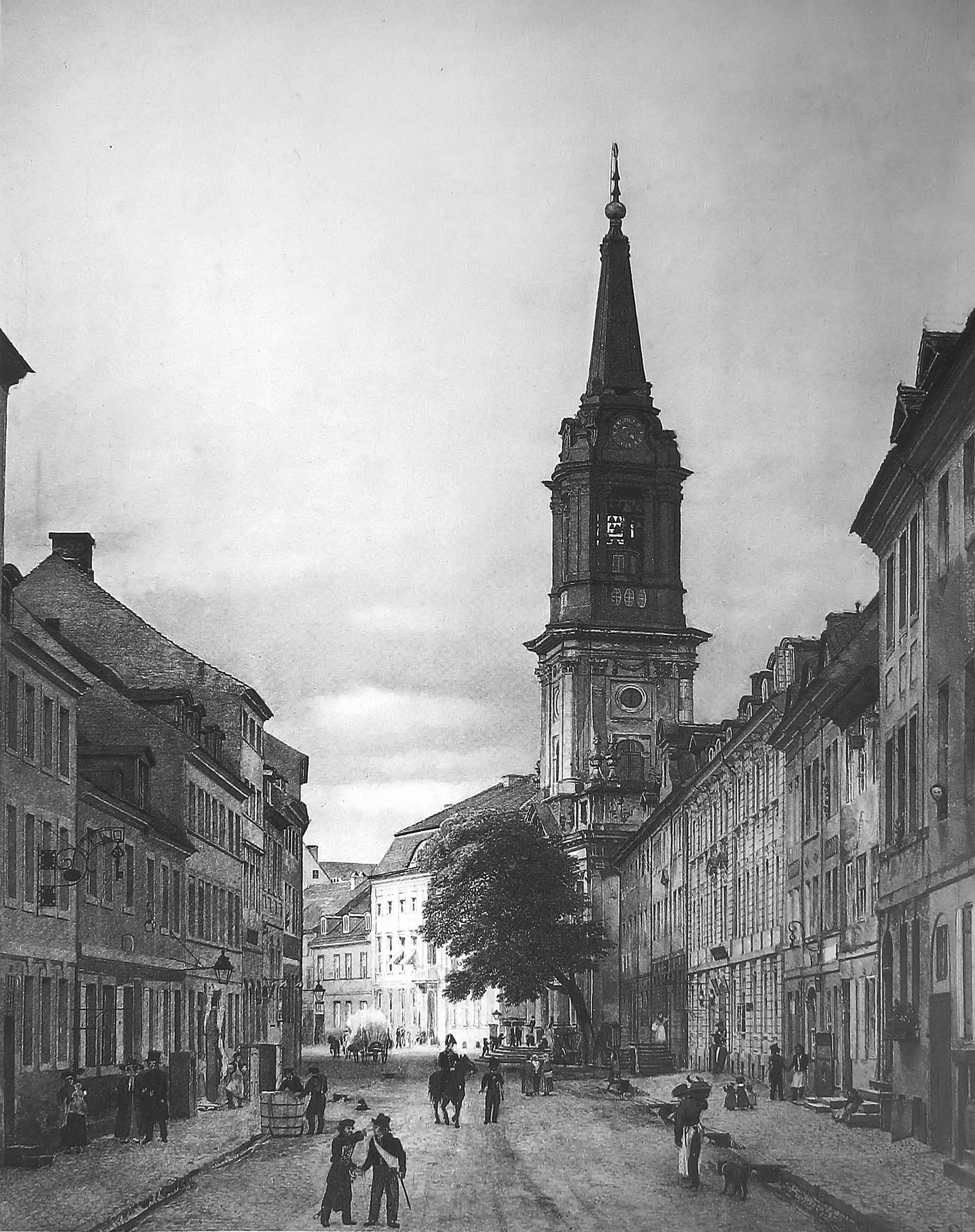
Klosterstraße mit Parochialkirche.
Eduard Gaertner, 1828

Um 1690 wurden zunächst mehrere Straßenabschnitte unter dem Namen Klostergasse zusammengefasst, die Abschnitte umfassten dabei meist nur einen Block oder eine Straßenseite. Folgende Straßenabschnitte bildeten die Klostergasse:
- Gegenüber dem Grauen Kloster (zwischen Stralauer und Sieberstraße – heute: etwa Verlauf der Grunerstraße –, gegenüberliegende Straßenseite vom Kloster)
- Neben dem Grauen Kloster (zwischen Stralauer und Sieberstraße, Straßenseite vom Kloster)
- Am Jörgenthore (Georgenthor) (zwischen Sieber- und Rathausstraße)
- Am Oderberger Tor (zwischen Rathaus- und Bischofstraße)
- Neben der Kanzlei (zwischen Bischof- und Papenstraße, westliche Straßenseite; von der kurfürstlichen Kanzlei)
- Gegen der Kanzlei (zwischen Bischof- und Papenstraße, gegenüberliegende Straßenseite von der kurfürstlichen Kanzlei)
- Geckhof (Bezeichnung eines Abschnitts, der zu einem nachts verschlossenen und bewachten Turm gehörte; Fremde wurden mit dem Zuruf „Geck hol“ bzw. „Geck halt“ vor dem Betreten gewarnt)[4]

Etwa zehn Jahre später wurde die Klostergasse in Klosterstraße umbenannt, um der Bedeutung der Straße gerecht zu werden. Später wurde der Klosterstraße noch das kurze Stück nördlich des Neuen Marktes zugeschlagen. Dieser Abschnitt trug zuvor den Namen Geckhol. ‚Geckhol‘ (Geck halt) war in vielen Städten eine Bezeichnung für Sackgassen und sollte den Passanten davor warnen, die Straße unnütz zu betreten. Nach 1935 wurde die Klosterstraße schließlich im Zuge großflächiger Abrisse am Spreeufer und des Baus des heutigen Sitzes der Berliner Finanzverwaltung im Süden bis zur Spree verlängert.

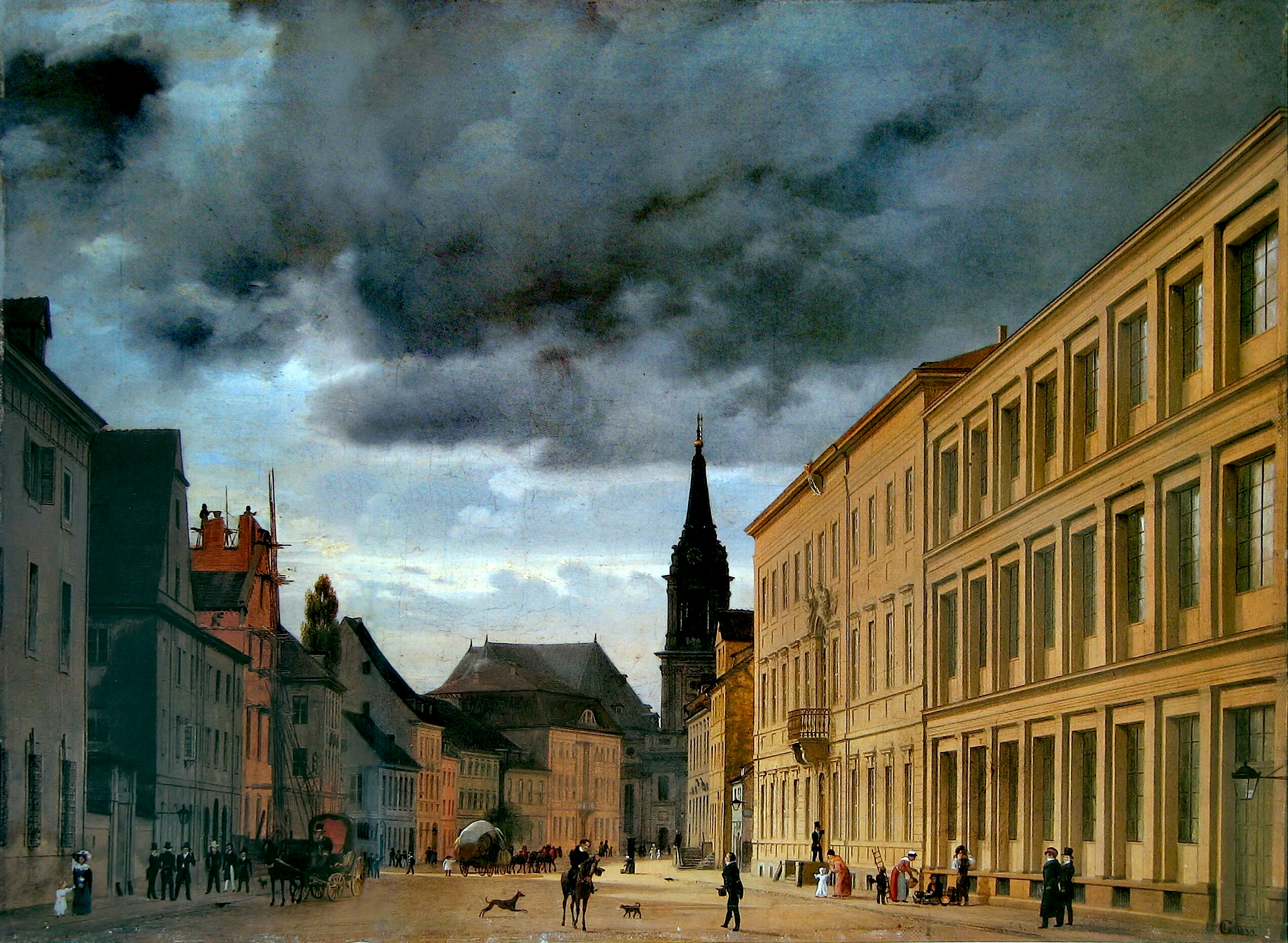
Klosterstraße.
Eduard Gaertner, 1830,
Öl auf Leinwand, 32 cm × 44 cm, Nationalgalerie Berlin

### Seit 1945
Bei den alliierten Luftangriffen im Zweiten Weltkrieg wurde das Umfeld der Straße stark verwüstet. Die Klosterkirche als eines der bedeutenden Gebäude in der Straße wurde beinahe vollständig zerstört.
Nach Kriegsende blieb das Gelände, abgesehen von Beräumungen von kriegszerstörten Gebäuden, vorerst in seinem Zustand erhalten. In der zweiten Hälfte der 1960er Jahre wurde im Zuge der groß angelegten Bauarbeiten zur Umgestaltung des Alexanderplatzes und seines Umfeldes die Bebauung nördlich der Rathausstraße (ehemalige Königstraße) beseitigt; auf der großen entstandenen Freifläche wurde bis 1969 der Berliner Fernsehturm gebaut. Die Grunerstraße wurde nach Süden verlegt, verbreitert und als große Verkehrsschneise über die Klosterstraße hinaus bis zum Molkenmarkt verlängert, wodurch ein Teil des Klosterviertels verlorenging. Die Klosterstraße wurde bis zur Grunerstraße zurückgezogen, der abgetrennte Teil der Straße wurde durch die Rathauspassagen zugebaut. Dabei wurde die Straße in ihrer Länge um mehr als die Hälfte reduziert.
Die Berliner Senatsverwaltung für Stadtentwicklung hat 2019 damit begonnen, die Grunerstraße wieder nach Norden zu verlegen und die entstehenden Flächen entsprechend dem alten Straßenraster neu zu bebauen (Projekt Molkenmarkt).

## Historische Gebäude

### Hohes Haus

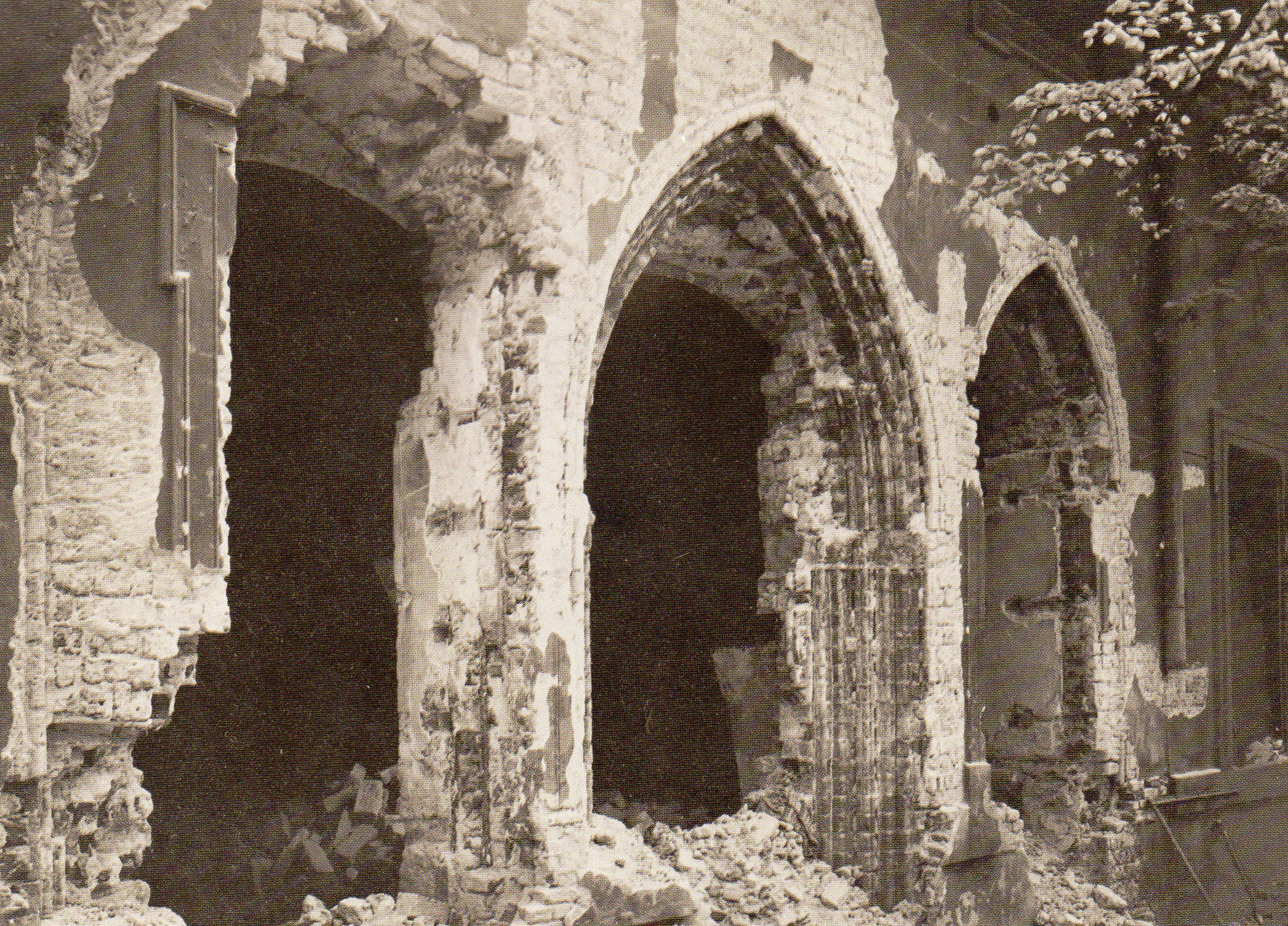
Entdeckung und Abbruch des Hohen Hauses in der Klosterstraße im Mai 1931

Das Hohe Haus, das auf dem Gelände der späteren Hausnummer 76 stand, hat seinen Namen daher, dass hier die höchsten Personen residierten, die Markgrafen und später auch die ersten Kurfürsten von Brandenburg. Letztere zogen später in das wesentlich größere neu erbaute Stadtschloss.
Das Haus entstand etwa gleichzeitig mit der Klosterstraße in der Mitte des 13. Jahrhunderts, vollendet wurde es jedoch erst um 1315. Sein Ursprung liegt wahrscheinlich vor der ersten Stadterweiterung. Das Gebäude soll einen rechteckigen Grundriss mit den Maßen 19,70 m × 17,50 m bei einer Höhe von knapp 10,50 m besessen haben. Trotz der Höhe hatte das Haus lediglich zwei Etagen, was einer Deckenhöhe von über fünf Metern pro Geschoss entsprach. Unter dem Gebäude befand sich zudem noch ein Kellergeschoss, das eine Einfahrt für kleinere Wagen besaß. An das Haus schloss sich ein Garten an.
Im Jahr 1451 verlieh der Kurfürst Friedrich II. seinem Geheimen Rat Ritter Jürg von Waldenfels, 1471 dem Geheimen Rat Ritter Nickel von Pfuel das Burglehen über seine ehemalige Residenz, mit der Verpflichtung, den Kurfürsten bei Gefahr zu verteidigen und bei seiner Abwesenheit das neu erbaute Stadtschloss zu verwalten. Anfang des 17. Jahrhunderts war das Hohe Haus baufällig geworden und wurde durch einen Neubau überformt. Dieser war zunächst die Residenz des Gouverneurs von Berlin, anschließend war er Waisenhaus, Ritterakademie und ab 1713 Wolllager und Wollmanufaktur. Nachdem die Manufaktur auszog, diente das Gebäude verschiedenen preußischen Behörden als Unterkunft. Ab 1819 nutzte es der Bildhauer Christian Daniel Rauch als Atelier. 1874 zog hier das Geheime Preußische Staatsarchiv ein, anschließend wurde es ab 1924 wieder ein Lager.
Das Gelände ging 1931 an den Wertheim-Konzern, der im gleichen Jahr das Gebäude abreißen ließ, um einen Anbau für sein Haus am Alexanderplatz zu errichten, der die Hausnummer 75 trug. Dabei wurden die Reste (u. a. ein gotisches Portal) des Hohen Hauses wiederentdeckt, die später im Märkischen Museum aufgestellt wurden. Der Wertheim-Bau diente in der DDR-Zeit bis zur Neubebauung des Areals um den Alexanderplatz als Daniel Rauch-Museum.

### Ruine der Klosterkirche

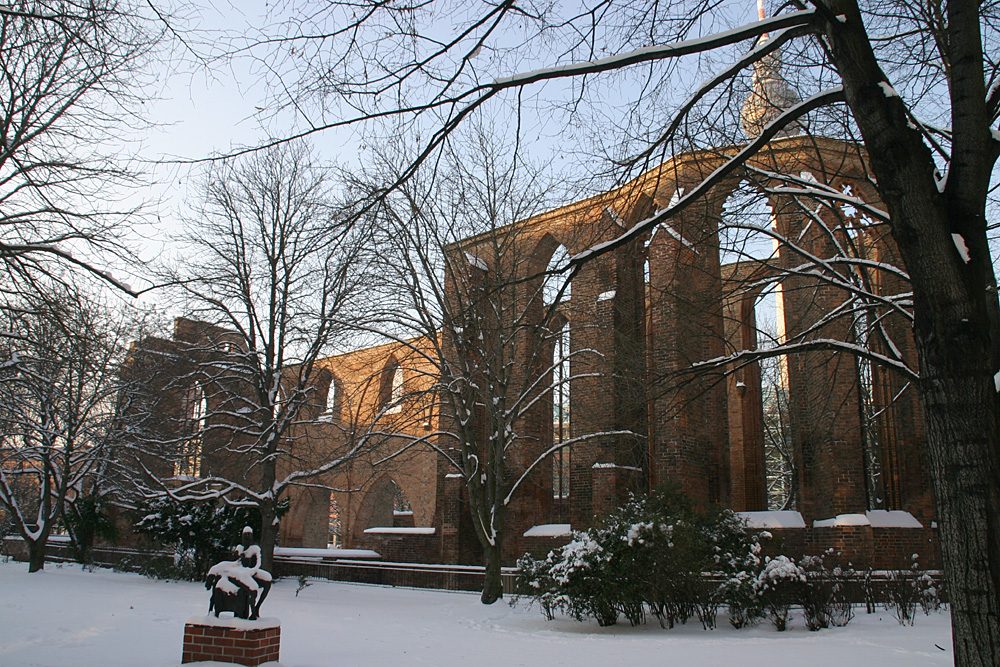
Ruine der Klosterkirche

An der Ecke Grunerstraße steht die Ruine der ehemaligen Franziskaner-Klosterkirche von Berlin. Das Graue Kloster der Franziskaner (oder Grauen Brüder, nach der Farbe ihres Ordenshabits), 1249 entstanden, besaß um 1250 eine erste eigene Klosterkirche aus Feldsteinen, deren Mauern in der Nordwand der Kirchenruine noch teilweise erhalten sind. Etwa 50 Jahre später wurde die Kirche zu einer dreischiffigen Backsteinbasilika ausgebaut. Neben der eigentlichen gottesdienstlichen Nutzung fanden unter dem Mittelschiff auch die Askanier ihre letzte Ruhestätte. Bis 1519, kurz bevor die Reformation in Berlin Einzug hielt, wurde das Gelände noch mehrmals erweitert, so um den Kreuzgang, das Kapitelhaus und das Langhaus. 1539 wurde das Kloster infolge der Reformation geschlossen, der letzte Klosterbruder verstarb 1571.
Die Klostergebäude wurden anschließend verschieden genutzt: 1574 eröffnete in den Gebäuden das Gymnasium zum Grauen Kloster, die Klosterkirche wurde mehrmals um- und ausgebaut, bis sie 1926 ihren letzten Zustand erreicht hatte. – Nach schwersten Zerstörungen am Ende des Zweiten Weltkriegs wurde sie 1951 enttrümmert. In den Jahren 1959 bis 1961 wurden die erhaltenen Gebäudereste gesichert, einige mussten jedoch infolge der Verbreiterung der Grunerstraße wieder entfernt werden. Das verbliebene Gelände wurde später zum Mahnmal erklärt und steht heute unter Denkmalschutz.
Der Förderverein des Evangelischen Gymnasiums zum Grauen Kloster – Berlinisches Gymnasium in Berlin-Mitte e. V. wirbt und sammelt Spenden dafür, das Gymnasium, das zurzeit in Berlin-Wilmersdorf residiert, am alten Ort wieder zu errichten und auch die Klosterkirche wieder aufzubauen.

### Palais Podewils

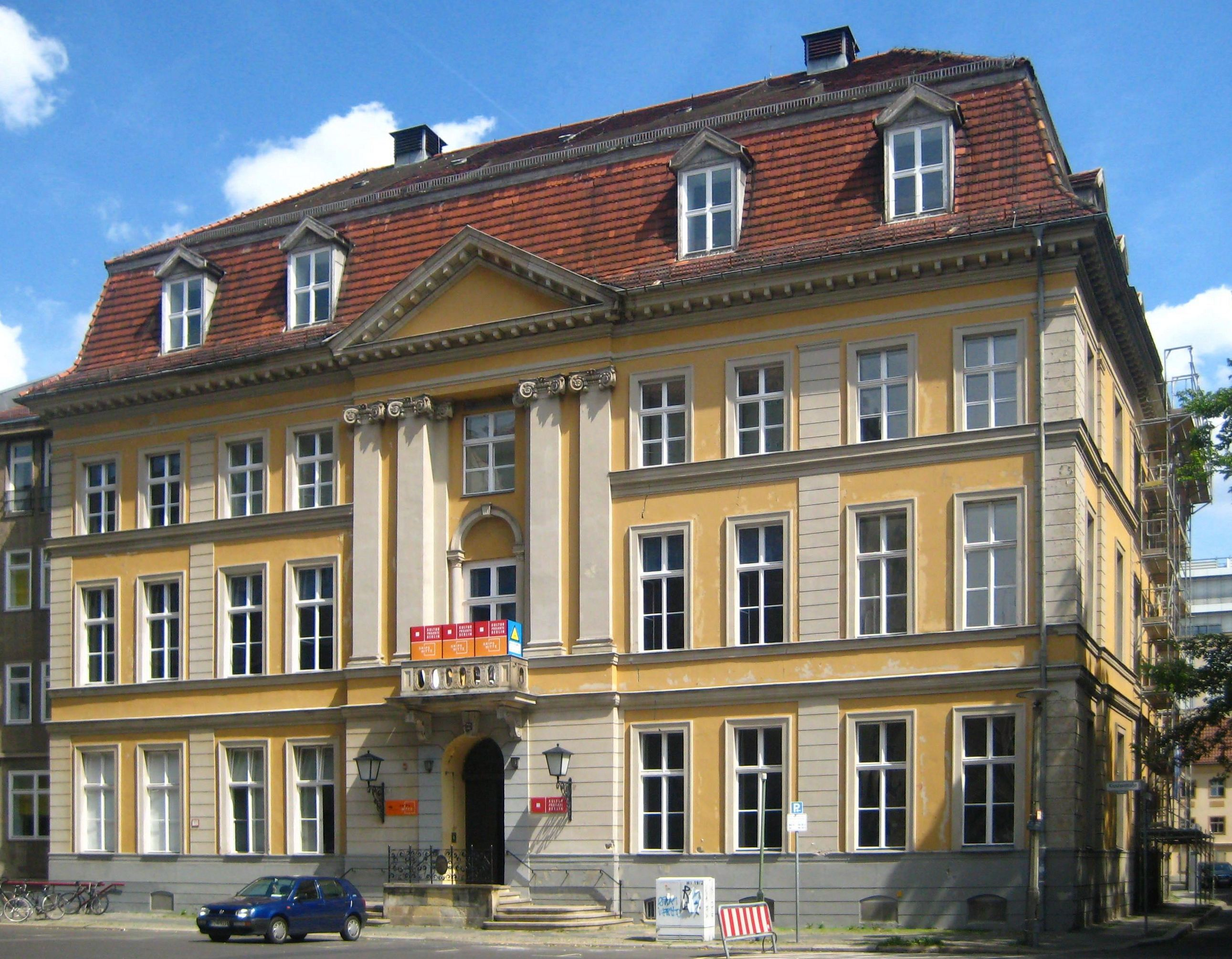
Palais Podewils

Das dreigeschossige Palais Podewils, Hausnummer 68, entstand in den Jahren 1701–1704 nach Plänen Jean de Bodts im Barockstil. 1732 kam das Gebäude in den Besitz Heinrich Graf von Podewils, nach dem das Haus später auch benannt wurde. Dieser ließ die Ausstattung aufwerten, indem er Wandgemälde und Stuckdecken anbringen ließ.
Im Jahr 1874 kaufte der Berliner Magistrat das Palais und richtete ein Jahr später das Märkische Provinzialmuseum im ersten Stock ein, die darüberliegenden Etagen dienten als Dienststellen. Bei Renovierungsarbeiten zwischen 1881 und 1896 erfolgte ein Anbau. Ab 1920 nutzten einige Abteilungen der neugebildeten Bezirksverwaltung von Berlin-Mitte das Haus; ab 1937 diente es dem Bezirksbürgermeister von Mitte als Amtssitz.
Auch dieses Gebäude wurde in den letzten Monaten des Zweiten Weltkriegs bis auf die Grundmauern zerstört. In den Jahren 1952–1954 ließ der Berliner Magistrat es weitgehend originalgetreu wieder aufbauen. Die nun verwendeten Materialien sind jedoch nicht zeitgenössisch, so wurden für die Gebäudedecken Stahlbeton verwendet und die Innenräume für die Nutzung zu DDR-Zeiten neu angeordnet. Es diente nach seinem Wiederaufbau bis 1991 als Haus der jungen Talente, als Zentrales Klubhaus der FDJ und Jugendkulturzentrum. Nach der Schließung des Hauses der jungen Talente wurde das Gebäude erneut umfangreich renoviert und ein Jahr später als Podewils wiedereröffnet. Die Berliner Kulturveranstaltungs-GmbH nutzte es als Veranstaltungsort und Arbeits- und Produktionshaus für Künstler. Von 2005 bis 2007 wurde das Haus vom TESLA-berlin e. V. betrieben. Mit dem zeitweiligen Umzug der Staatsoper Unter den Linden in das Schillertheater für die Dauer ihrer Renovierung nutzte das Grips-Theater das Palais Podewils ab 25. Februar 2009 als zweite Spielstätte, da sein bisheriger Standort in der Werkstatt des Schillertheaters in diesem Zuge geschlossen wird. Seit 2006 ist es Sitz der Kulturprojekte Berlin GmbH, einer landeseigenen gemeinnützigen Gesellschaft zur Förderung, Vernetzung und Vermittlung von Kultur. Das Palais steht unter Denkmalschutz.

### Parochialkirche

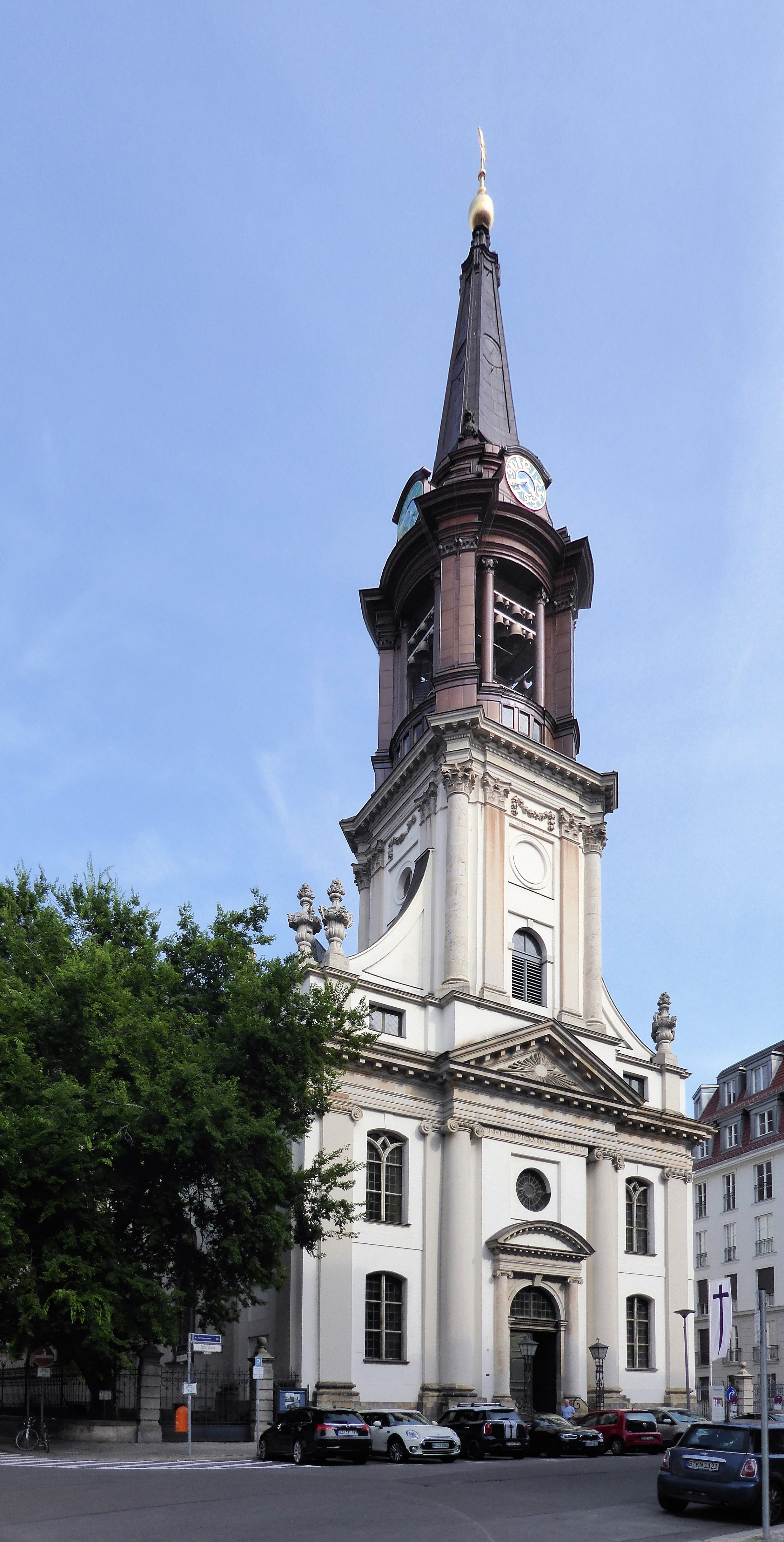
Parochialkirche

In der Klosterstraße 67 an der Ecke Parochialstraße befindet sich eine weitere Kirche, die Parochialkirche. Das Gotteshaus entstand in den Jahren ab 1695 als ältester Kirchenneubau der reformierten Gemeinde Berlins, zunächst unter der Leitung von Johann Arnold Nering und nach dessen Tod 1695 unter der von Martin Grünberg. Die offizielle Weihe fand am 8. Juli 1703 statt, zwei Jahre später war die Kirche mit Ausnahme des Turmes fertig gebaut. 1713 schenkte König Friedrich I. in Preußen der Kirche das berühmte Glockenspiel. Eigentlich war es für den Berliner Münzturm bestimmt, sollte aber nach dessen Einsturz anderswo untergebracht werden. Friedrich I. beauftragte Jean de Bodt zusammen mit Grünberg, den Turm zu vollenden und dabei das Glockenspiel zu berücksichtigen. Die Umsetzung erfolgte dann allerdings durch Philipp Gerlach, der bis auf die spitze Form des Turms die Pläne de Bodts weitgehend berücksichtigte. Nachdem der Turm 1714 vollendet war, baute man das Glockenspiel ein. Bei dem Glockenspiel handelt es sich um ein aus 37 Glocken bestehendes Carillon. Es wurde, ähnlich dem Glockenspiel der Potsdamer Garnisonkirche, weit über die Grenzen der Stadt hinaus bekannt und spielte den Traditionschoral Üb’ immer Treu und Redlichkeit. Mit einer Spende des Berliner Unternehmers Hans Wall wurden die Turmspitze und das Glockenspiel 2016 rekonstruiert.
Während des Zweiten Weltkriegs wurde das Gebäude stark beschädigt, aber nicht zerstört. Bis 1961 fanden, nach einer notdürftigen Sanierung, noch Gottesdienste statt, danach diente die Kirche verschiedensten Zwecken, unter anderem auch als Lagerraum. 1988 wurde das Gebäude als Kirche wiederentdeckt und zunächst neu eingedeckt, die weiteren Renovierungsarbeiten begannen allerdings erst nach der politischen Wende, im Jahr 1993. Die äußere Renovierung ist weitgehend abgeschlossen.

### Geschäftshaus der Gebrüder Tietz

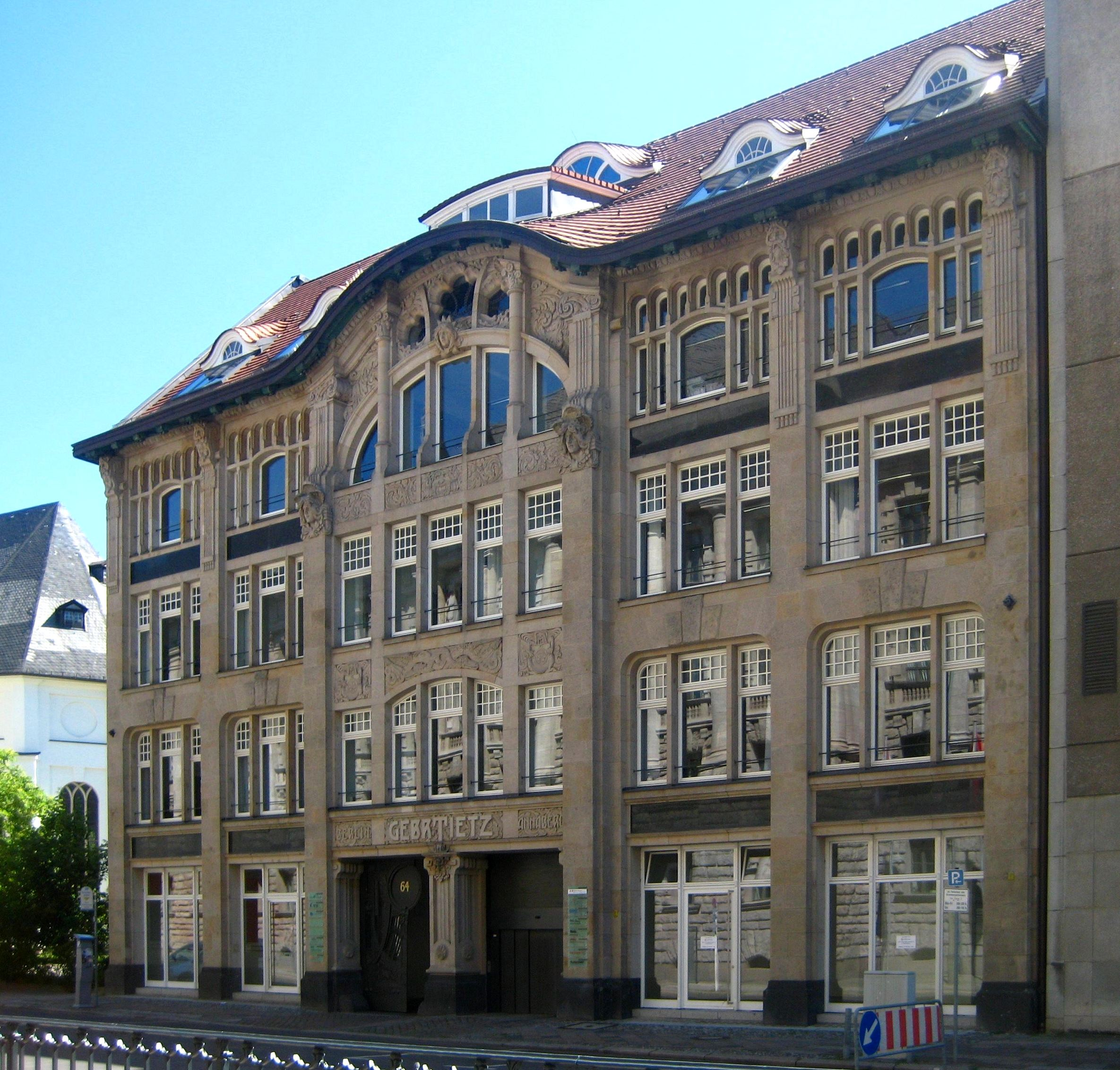
Geschäftshaus der Gebrüder Tietz

Das Geschäftshaus der Kaufleute Berthold und Georg Tietz in der Klosterstraße 64 wurde 1904–1906 nach Plänen von Georg Lewy erbaut. Die Fassade des viergeschossigen Gebäudes mit ausgebautem Dachgeschoss und zwei Hinterhöfen ist mit Sandstein verkleidet. Vor allem der risalitartig betonte Mittelteil ist aufwändig mit Jugendstilelementen verziert.
Nach der Arisierung der Kaufhäuser von Hermann Tietz 1933 diente das Haus der „Hertie Waren- und Kaufhaus GmbH“ als Verwaltungsgebäude. Später residierte hier die Heeresstandortverwaltung, nach dem Zweiten Weltkrieg Einrichtungen des Berliner Magistrats. Das Gebäude steht heute unter Denkmalschutz.

### Altes Stadthaus und Neues Stadthaus

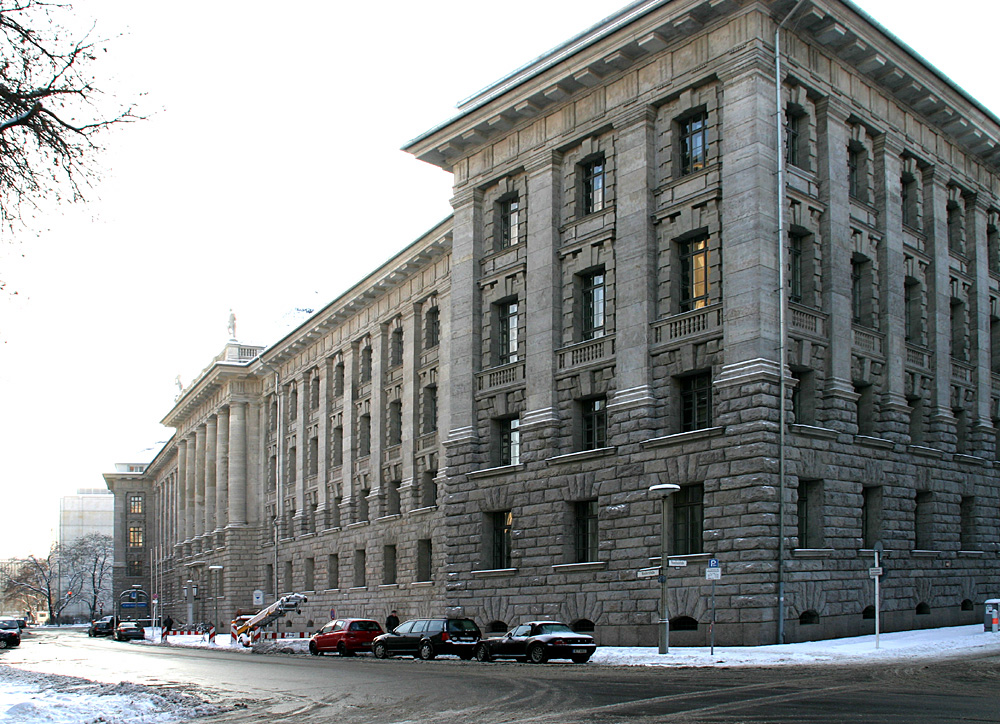
Rückseite des Alten Stadthauses

Die Rückseite des Alten Stadthauses liegt an der Klosterstraße, die Vorderseite an der Jüdenstraße nahe dem Molkenmarkt. Das Haus entstand in den Jahren 1902 bis 1911 unter der Verantwortung des damaligen Stadtbaurats und Architekten Ludwig Hoffmann. Das Alte Stadthaus diente als Zweites Rathaus von Berlin, da das zuvor errichtete Rote Rathaus aufgrund des großen Bevölkerungszuwachses in seinen Kapazitäten bald erschöpft war. Zusätzlich wurden von hier aus ab 1920 auch Verwaltungsaufgaben der nach Berlin eingemeindeten Städte und Landgemeinden wahrgenommen. Und später zogen noch die Stadthauptbibliothek und die Stadtsparkasse in das Gebäude.
Um den erneut gestiegenen Verwaltungsdruck abklingen zu lassen, wurde in den 1930er Jahren ein weiteres Stadthaus errichtet. Dieses erhielt den Namen Neues Stadthaus und befindet sich dem Alten Stadthaus gegenüber in der Parochialstraße; nur eine Seitenfront liegt an der Klosterstraße. Da das Alte Stadthaus seinerzeit ebenfalls Neues Stadthaus hieß, führt dies immer wieder zu Missverständnissen in der Literatur.
Nach dem Zweiten Weltkrieg zogen der Ministerrat der DDR und einige Dienststellen des Magistrats von Groß-Berlin in das Gebäude ein. Etwa gleichzeitig setzten die Renovierungsarbeiten für das Gebäude ein. Die Fortuna-Statue wurde zunächst entfernt, in der Kuppel untergebracht und durch eine Rundfunkantenne ersetzt. Nach der Einweihung des Berliner Fernsehturms am 3. Oktober 1969 wurde die Antenne entfernt und durch die Flagge der DDR ersetzt. Diese blieb, ebenso wie der Ministerrat, bis 1990 im Stadthaus.
Nach der politischen Wende stand das Gebäude zunächst leer und musste aufwendig renoviert werden. Die historischen Elemente wurden wieder eingefügt, so auch die Fortuna, die wieder auf der Turmspitze ihren Platz fand. 1997 zog die Senatsverwaltung für Inneres und Sport in das Alte Stadthaus ein. Es steht heute unter Denkmalschutz.

### Weitere historische Gebäude an der Klosterstraße

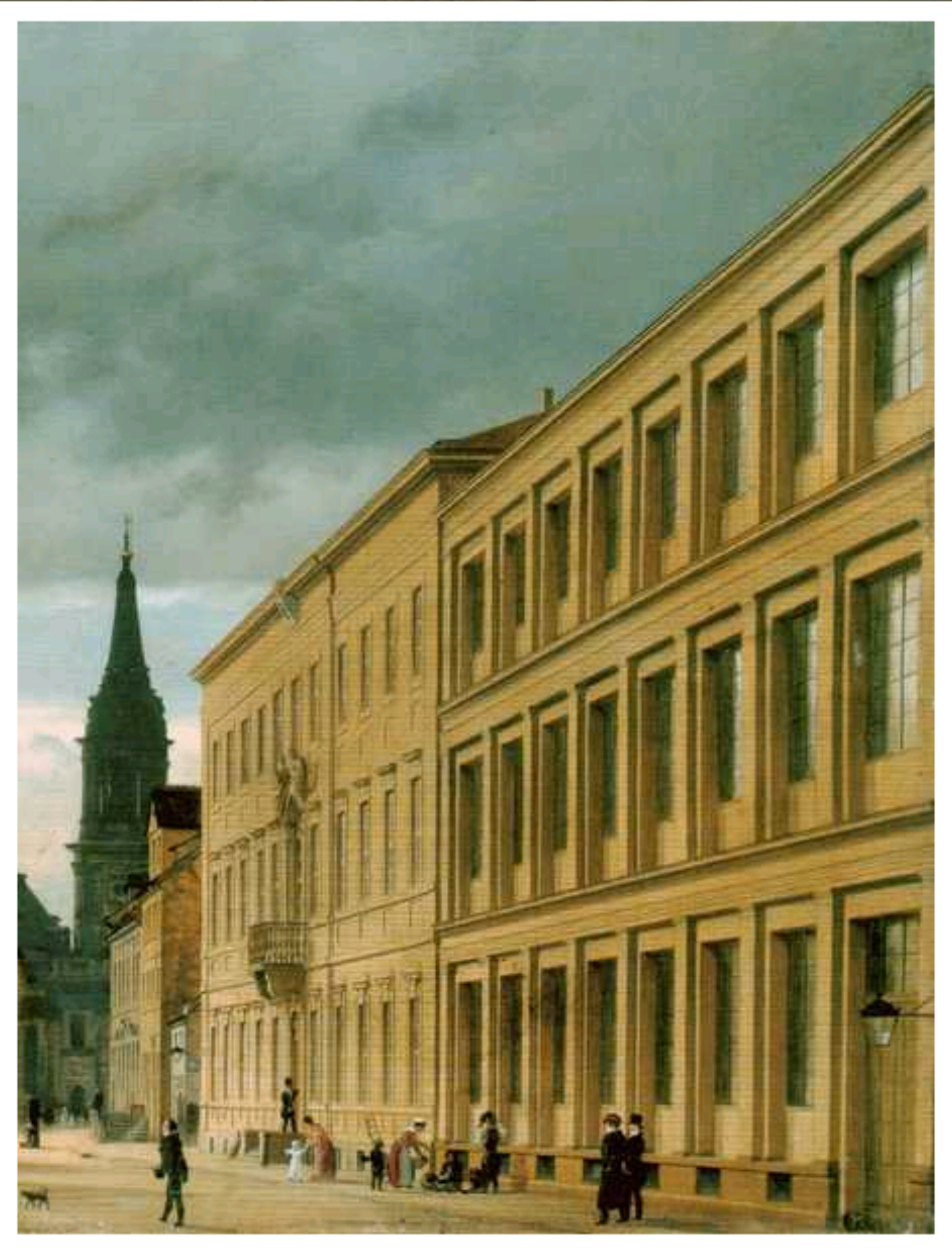
Berliner Gewerbeinstitut, Klosterstraße 36; links das aufgestockte Palais Creutz, rechts der Schinkel’sche Erweiterungsbau
Gemälde von Eduard Gaertner, 1830

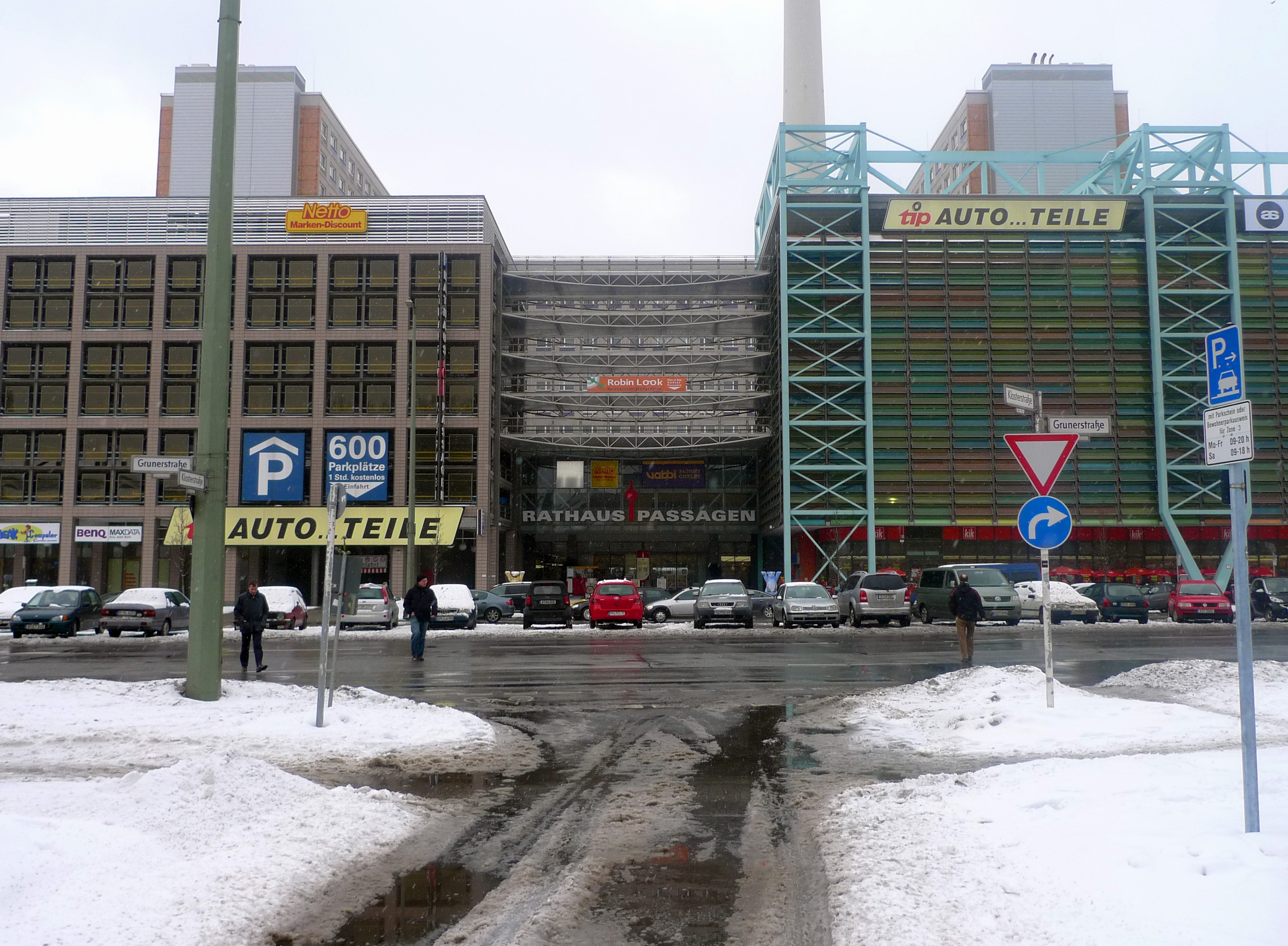
Den Standort des Palais Creutz im nicht mehr vorhandenen Teil der Klosterstraße markiert im Jahr 2010 der gelbe Buddy Bär vor den Rathauspassagen.

- Das Palais Creutz oder Palais Kreutz (Hausnummer 36) errichtete Martin Heinrich Böhme von 1713 bis 1715 als barockes Stadtpalais für Ehrenreich Bogislaus von Creutz. Der nächste Bewohner war Hans Christoph Friedrich von Hacke. Ab 1821 war es der Sitz des Gewerbeinstituts Berlin (siehe unten) und erfuhr eine Aufstockung und Erweiterungen entlang der Klosterstraße. Nach dem Auszug des Gewerbeinstituts war es von 1885 bis 1909 Standort des Hygienischen Instituts der Friedrich-Wilhelms-Universität Berlin unter Robert Koch, dann bis 1934 des Museums für deutsche Volkstrachten und Erzeugnisse des Hausgewerbes, das bereits ab 1889 mehrere Räume bezogen hatte. Im Jahr 1935 zog das neu gegründete Staatliche Institut für deutsche Musikforschung unter Max Seiffert ein. Das Institut betrieb im Palais das bedeutende Musikinstrumenten-Museum. Das Palais brannte im Zweiten Weltkrieg aus, ein Wiederaufbau unterblieb. Schon in den 1920er Jahren hatte es der geplanten Verlängerung der Grunerstraße über die Klosterstraße hinaus im Wege gestanden und war gefährdet. Zu der Verlängerung kam es erst in den 1960er Jahren, so dass der Standort des Palais heute kaum auffindbar ist.
- Das Gewerbeinstitut Berlin (auch Gewerbeakademie) wurde unter Leitung von Peter Beuth gegründet und sollte den Bedarf der Wirtschaft nach Fachkräften und neuen Unternehmern decken. Es wurde am 1. November 1821 im Palais Creutz (Klosterstraße 36) eingeweiht. Als Gründungsvorbild dienten die Bergakademie Berlin (1770 gegründet) und die nahe Berliner Bauakademie (1799 gegründet). Auf dem Nachbargrundstück entstand bis 1829 nach Entwürfen von Beuth und Karl Friedrich Schinkel ein damals hochmoderner und revolutionärer Erweiterungsbau, der als ein Vorläufer der architektonischen Moderne gelten kann. Die drei Geschosse des Baus werden von gusseisernen Stützen getragen und die schlichte Fassade durch Pilaster und große Fensterflächen gegliedert.[8] Aus Bauakademie und Gewerbeinstitut wurde am 1. April 1879 die Technische Hochschule Charlottenburg gebildet, die heutige Technische Universität Berlin. Aus dem Gewerbeinstitut heraus bildete sich zudem 1846 die Schülervereinigung Hütte e. V., der spätere Verein Deutscher Ingenieure (VDI).
- Das Städtische Verwaltungsgebäude, Klosterstraße 59, wurde 1935–1939 nach Entwurf von Richard Ermisch errichtet und steht heute unter Denkmalschutz.[9]
- Das Atelierhaus Klosterstraße 75 ist das Gebäude der ehemaligen Königlichen Kunstschule. 1933 bezogen Künstler dort Ateliers, nachdem ein Großteil der Künstlergemeinschaft in der Kunstgewerbeschule an der Prinz-Albrecht-Straße ihr Atelier verloren hatte. Im Gebäude Klosterstraße 75 arbeiteten unter anderem Käthe Kollwitz, Hermann Blumenthal, Werner Gilles, Gerhard Marcks, Herbert Tucholski. Es war das erste offizielle Atelierhaus Berlins, in dem regimetreue und regimekritische Künstler unter einem Dach arbeiteten. Es wurde auch als „geheime Insel“ bezeichnet. Die Gemeinschaft bestand bis kurz vor Ende des Zweiten Weltkriegs. Im Februar 1945 wurde das Haus durch Bomben zerstört.[10]
- Der Kalandshof (Hausnummer 92) wurde als Stiftshaus der Elendsgilde errichtet und diente später als Stadtgefängnis.[4]
- Die Französische Kirche (Hausnummer 43, etwa gegenüber dem Kloster) wurde als Kirche für die französische Emigrantengemeinde 1726 geweiht. Das kleine reformierte Gotteshaus wurde ab 1923 noch als Theater und später als Kino genutzt, im Zweiten Weltkrieg zerstört und seine Ruine 1950 abgeräumt. Theodor Fontane wurde hier konfirmiert und getraut.[11]

## Niederländische Botschaft

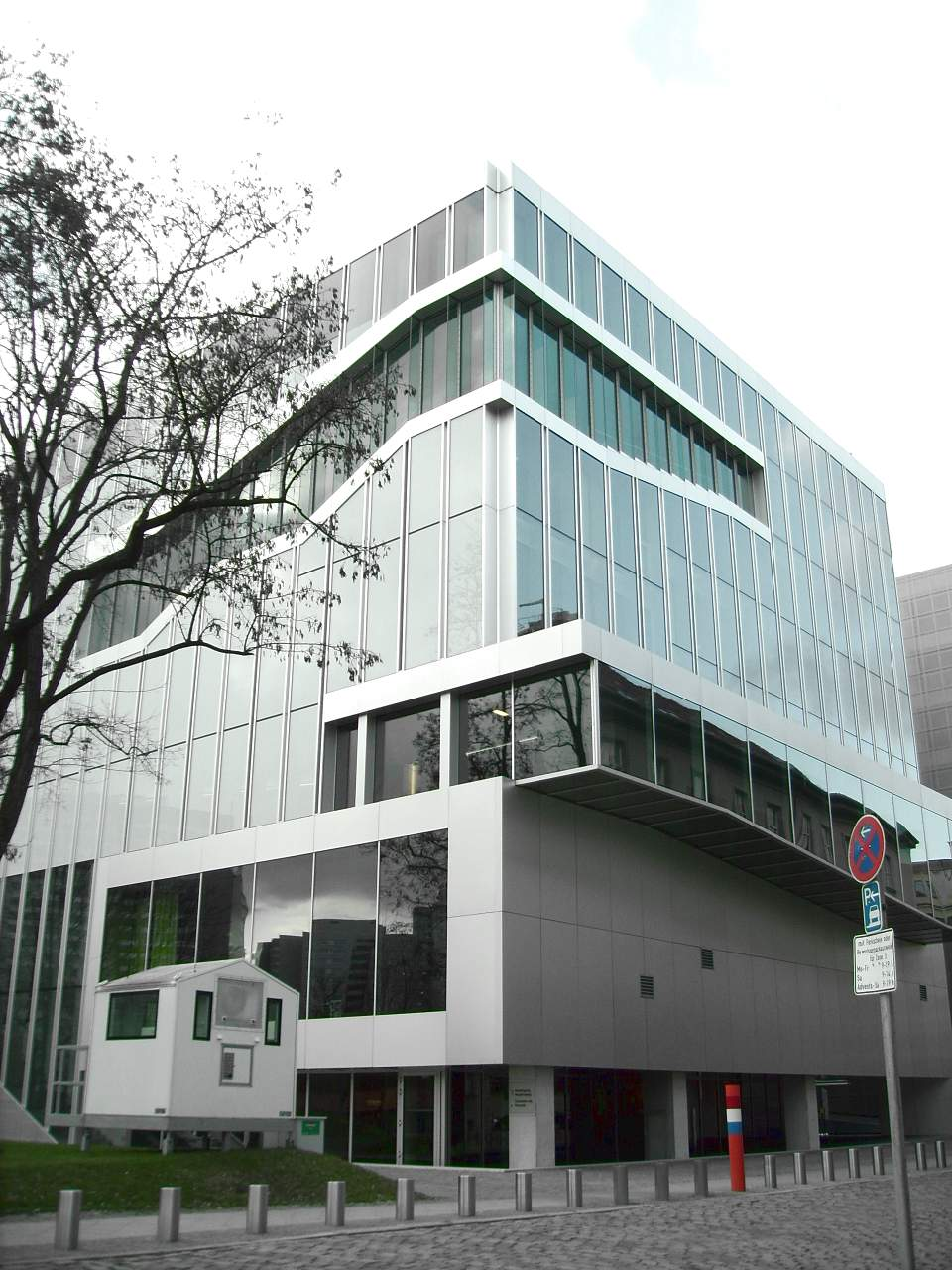
Die Niederländische Botschaft am Rolandufer Ecke Klosterstraße

Nachdem Berlin 1999 neuer deutscher Regierungssitz geworden war, zog die Niederländische Gesandtschaft ins Internationale Handelszentrum an der Berliner Friedrichstraße. Rem Koolhaas hat mit seinem Rotterdamer Büro Office for Metropolitan Architecture den ausgeschriebenen Architektenwettbewerb für ein Botschaftsgebäude gewonnen: er hatte einen Glaskubus mit 27 Meter Kantenlänge konzipiert. Die Niederlande erwarben das Gelände Klosterstraße 50 Ecke Rolandufer für ihren Neubau. Um das Gebäude windet sich eine Art „Trajekt“ oder auch Binnenstraße, die den Zugang zu allen elf Halbgeschossen ermöglicht. Architektonisch herausragend ist außerdem die sogenannte „Skybox“, eine Art Konferenzraum des amtierenden Botschafters, der frei in luftiger Höhe schwebt. Für das Haus im Stile des Berliner Blocks, aber dennoch in L-Form ausgeführt, verwendete Koolhaas hauptsächlich die Materialien Glas und Stahl. Insgesamt besitzt das Gebäude 8500 m² Fläche, davon werden 4800 m² für Büroflächen genutzt, 1500 m² für Wohnen und 2200 m² für Parkmöglichkeiten.
Nachdem die Bauarbeiten 2000 begonnen hatten, eröffneten Königin Beatrix und der niederländische Außenminister Bernard Bot die diplomatische Vertretung am 16. November 2003.

## U-Bahnhof Klosterstraße

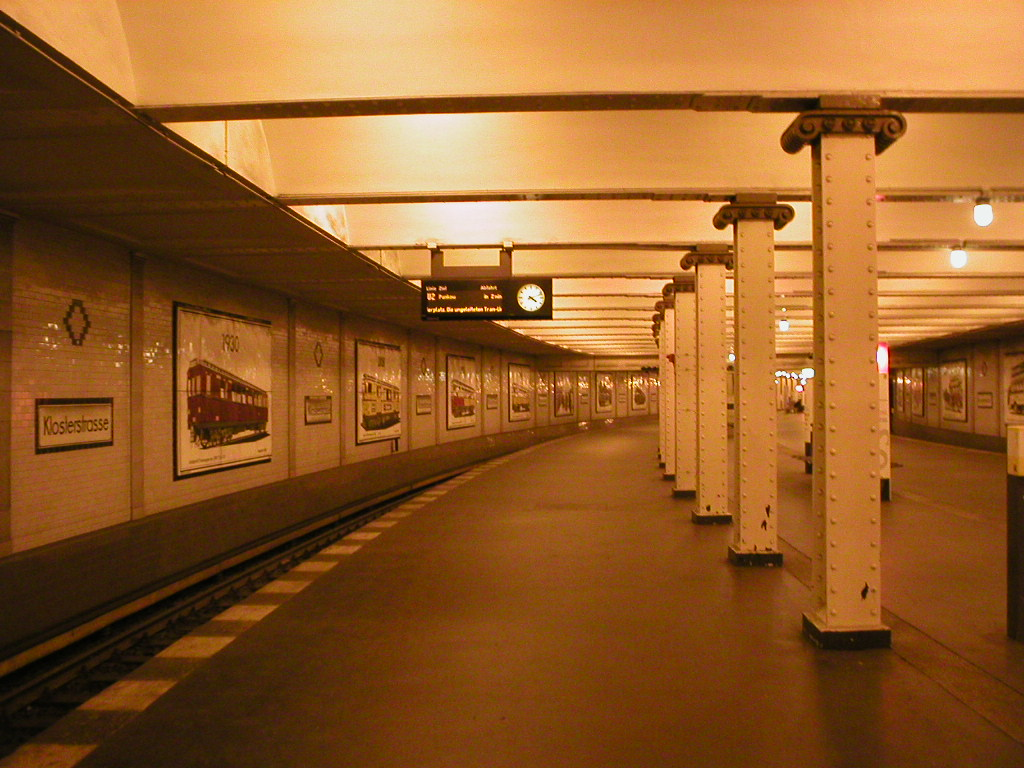
Bahnsteig des U-Bahnhofs Klosterstraße – rechts unten neben der Stützenreihe sind die Verkleidungen für das dritte Gleis zu sehen

Etwa auf Höhe der Parochialstraße befindet sich der U-Bahnhof Klosterstraße der Linie U2. Der Bahnhof wurde am 1. Juli 1913 eröffnet. Der Bahnhof wurde großzügig geplant, weil er gleichzeitig zum Umsteigen einer später zu bauenden Strecke zur Frankfurter Allee dienen sollte. Diese Pläne wurden später zugunsten einer Großprofillinie (heutige Linie U5) aufgegeben.
Der Bahnhof wurde 1975 in die Berliner Bezirksdenkmalliste aufgenommen. Zwischen 1984 und 1986 erhielt er anlässlich der Vorbereitung zur 750-Jahr-Feier Berlins 1987 vom Wohnungsbaukombinat Karl-Marx-Stadt eine aufwendige Sanierung, dabei wurden wesentliche Schäden, die noch aus Kriegstagen stammten, beseitigt und der Bahnhof zu einem erfahrbaren Museum umgestaltet. Die Werbetafeln, die zu DDR-Zeiten nicht benötigt wurden, boten Platz für insgesamt 20 Emailletafeln aus dem Schilderwerk Beutha, die die Entwicklung des Berliner Nahverkehrs anhand der jeweiligen Fahrzeuge darstellen.

## Umgebung
Die Klosterstraße war im alten Berlin so bekannt, dass das umliegende Viertel den Namen Klosterviertel trug. Es wurde begrenzt durch die Stadtmauer, später durch die Festungsanlage mit Graben beziehungsweise ab 1882 den Stadtbahnviadukt, die Rathausstraße, den Molkenmarkt und die Spree. Zum Klosterviertel gehören auch die Jüdenstraße und die Littenstraße.
Mittelalterliche Stadtmauer

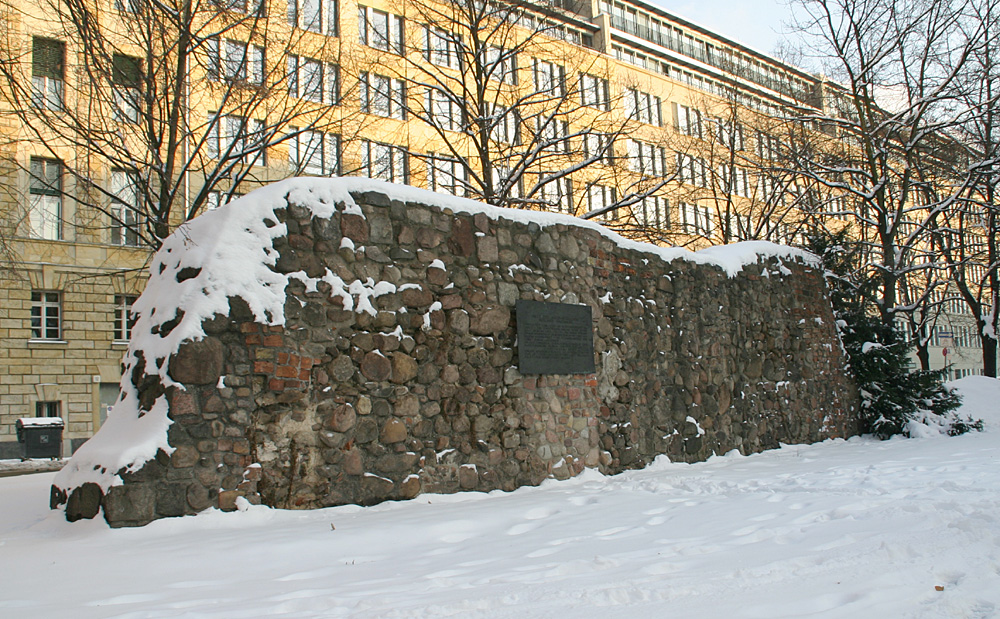
Stadtmauerreste zwischen der Waisen- und Littenstraße

Zwischen der Kloster- und der Littenstraße verlief im Mittelalter die erste Stadtmauer von Berlin. Sie diente sowohl als Grenzanlage als auch als rückwärtige Wand der Wohnhäuser in Alt-Berlin. Bis zum 17. Jahrhundert wurde die Mauer mehrmals verstärkt, erhöht und die Doppelstadt zusätzlich durch den Bau von Gräben und die Errichtung von Schießscharten geschützt. In den 1660er Jahren wurde die alte Stadtmauer geschleift und durch einen Festungsring ersetzt, der wiederum nach knapp hundert Jahren durch die Akzisemauer ersetzt wurde, die die Stadt in einem größeren Bogen umspannte. Ein Rest der alten Stadtmauer zwischen Waisen- und Littenstraße wurde in der Mitte des 20. Jahrhunderts geborgen und kann heute besichtigt werden.

## Rezeption
Der Berliner Rabbiner Martin Salomonski veröffentlichte in den 1920er Jahren einen Fortsetzungsroman, der im Klosterviertel spielt und das dortige jüdische Milieu der Jahrhundertwende im Rahmen einer Liebesgeschichte schildert. Die geborene Tugendreich ist unter dem Label ‚Großstadtroman‘ 1928 in der Brüder-Verlagsgesellschaft Berlin erschienen. Hauptschauplätze sind zwei Kaufhäuser in der Klosterstraße, das mondäne Gebrüder Sachs und das wesentlich kleinere Fuchs & Freitag, dessen Inhaber Jonas Rosenthal mit seiner Familie in der Klosterstraße 44 wohnt.